# تی۲ سه بعدی: نبرد در میان زمان
تی۲ سه بعدی: نبرد در میان زمان (انگلیسی: T2 3-D: Battle Across Time) فیلمی به کارگردانی جیمز کامرون، استن وینستون، و جی. جان برونو است که در سال ۱۹۹۶ منتشر شد. از بازیگران آن می‌توان به آرنولد شوارتزنگر، لیندا همیلتون، رابرت پاتریک، ادوارد فرلانگ، و مایکل بین اشاره کرد.